# Brachylinga albifrons
Brachylinga albifrons är en tvåvingeart som beskrevs av Webb 2006. Brachylinga albifrons ingår i släktet Brachylinga och familjen stilettflugor.
Artens utbredningsområde är Venezuela. Inga underarter finns listade.